# Vlad Alexandrescu
Vlad Alexandrescu (Bucarest, 22 giugno 1965) è un politico, filosofo e professore rumeno, ex ambasciatore della Romania a Lussemburgo e ministro della cultura nel Governo Cioloș nel periodo 2015-2016. Nelle elezioni del 2016, ha ottenuto un mandato come senatore di Bucarest per l'USR..

## Biografia

### Formazione
Nato in una famiglia di storici, figlio dell'archeologo Petre Alexandrescu e di Maria Alexandrescu Vianu, storica dell'arte antica, dopo un master in letteratura moderna all'Università di Bucarest (1989), ha studiato approfonditamente all'École des hautes études en sciences sociales di Parigi, dove ha ottenuto il DEA (1991) e il Ph.D. in filosofia (1995).

### Attività lavorativa
Professore nel 1991 presso il Dipartimento di Studi francesi dell'Università di Bucarest, ha fondato, nel 2001, il Centro di ricerca Fondamenti della Modernità europea, di cui è direttore, come progetto interdisciplinare volto a creare e nutrire un'atmosfera intellettuale per lo studio della cultura europea, delle idee, della scienza, della società e della spiritualità della modernità (XVI e XVIII secolo).
Da marzo 2006 ad agosto 2011, è ambasciatore della Romania a Lussemburgo.

### Attività politica
Nel novembre 2015, viene nominato ministro della cultura nel governo tecnico di Dacian Cioloș, viene rimosso da questa funzione nel maggio 2016. È entrato a far parte dell'Unione Salvate la Romania, il 20 dicembre 2016, è stato eletto al Senato.

## Pubblicazioni

### Volumi
- Le paradoxe chez Blaise Pascal, Berne, Peter Lang, 1996, ISBN 978-390675472-7;
- Pragmatique et théorie de l'énonciation : choix de textes, Éditions de l'Université de Bucarest, 2001, ISBN 9735755238 ;
- Vlad Alexandrescu (éd.), Branching Off: The Early Moderns in Quest for the Unity of Knowledge, Bucarest, Zeta Books, 2009,  ISBN 978-973-1997-42-1;
- Croisées de la modernité : hypostases de l’esprit et de l’individu au XVIIe siècles, Bucarest, Zeta Books, ISBN 978-606-8266-20-6.

### Volumi co-pubblicati
- Vlad Alexandrescu, Dana Jalobeanu (éd.), Esprits modernes : études sur les modèles de pensée alternatifs aux XVIIe siècles-XVIIIe siècles, Éditions de l'Université de Bucarest, „Vasile Goldiș" University Press, Bucarest, Arad, 2003, ISBN 9735757915.
- Vlad Alexandrescu, Robert Theis (éd.), Nature et surnaturel : philosophies de la nature et métaphysique aux XVIe siècles-XVIIIe siècles, Georg Olms Verlag, Hildesheim, Zürich, New York, 2010, ISBN 9783487143842.

### Attività editoriali
- ARCHES. Revue Internationale des Sciences Humaines, tome 5, 2003, Modèles concurrents de l’individu dans la pensée moderne (articles réunis et édités), ISSN 1582-8891 (WC · ACNP);
- ARCHES. Revue Internationale des Sciences Humaines, tome 7, 2004, Sauver les miracles. Études sur la pensée de l’exception (articles réunis et édités), ISSN 1582-8891 (WC · ACNP).
- Tudor Vianu, Opere, vol 14, Corespondență, (édition et notes), Bucarest, Éditions Minerva, 1991, ISBN 9732101563;
- Scrisori către Tudor Vianu, vol. I (édition de Maria Alexandrescu Vianu et Vlad Alexandrescu, notes de Vlad Alexandrescu), Bucarest, Éditions Minerva, 1992, ISBN 9732102365;
- Scrisori către Tudor Vianu, vol. II, (édition de Maria Alexandrescu Vianu et Vlad Alexandrescu, notes de Vlad Alexandrescu), 1936-1949, Bucarest, Éditions Minerva, 1992, ISBN 9732103795;
- Scrisori către Tudor Vianu, vol. III (édition de Maria Alexandrescu Vianu et Vlad Alexandrescu), 1950-1964, Bucarest, Éditions Minerva, 1995, ISBN 9732105534;
- Tudor Vianu, Filosofia culturii și Teoria valorilor, Bucarest, Editura Nemira, coll. „Cărți fundamentale ale culturii române”, 1998, ISBN 973-569-276-7 ;
- Tudor Vianu, Studii de literatură română, Bucarest, Éditions de la Fondation Pro, 2003, ISBN 9738434068.
- André Scrima, „La Phénoménologie du miracle”, édition du texte, notes et version française par Vlad Alexandrescu, in « Res », autumn 2003, Harvard University, Cambridge, Mass., p.159-170.
- Daniela Pălășan, L’ennui chez Pascal et l’acédie, édition et préface par Vlad Alexandrescu, postface par Anca Vasiliu, Cluj, Eikon, 2005, ISBN 978-973783342-6;
- André Scrima, Antropologia apofatică, édition, introduction et notes de Vlad Alexandrescu, Bucarest, Humanitas, 2005, ISBN 973-50-1131-X;
- André Scrima, Ortodoxia și încercarea comunismului, édition, introduction et notes de Vlad Alexandrescu, Bucarest, Humanitas, 2008, ISBN 978-973-50-1815-3;
- Dimitrie Cantemir, L'immagine irrafigurabile della Scienza Sacro-Santa, a cura di Vlad Alexandrescu, traduzione di Igor Agostini e Vlad Alexandrescu, introduzione e note di Vlad Alexandrescu, edizione critica del testo latino di Dan Slușanschi e Liviu Stroia, Milan, Mondadori Education, 2012, ISBN 9788800743938;
- Journal of Early Modern Studies, Volume 1, Issue 1 (Fall 2012), Special Issue: Shaping the Republic of Letters: Communication, Correspondence and Networks in Early Modern Europe, ISSN 2285-6382, ISBN 978-606-8266-35-0.